# Slovenskt biografiskt lexikon
Slovenskt biografiskt lexikon (Slovenski biografski leksikon) är ett lexikon på slovenska. Lexikonet gavs ut mellan 1905 och 1991.